# Martynian (Muratowski)
Martynian, imię świeckie Michaił Siemionowicz Muratowski (ur. 1820 w Muratowce, zm. 23 czerwca?/5 lipca 1898 w Symferopolu) – rosyjski biskup prawosławny.
W 1842 ukończył seminarium duchowne w Kazaniu i został zatrudniony w szkole duchownej w Swijażsku. 13 lipca 1845 złożył wieczyste śluby mnisze z imieniem Martynian; 5 sierpnia tego samego roku został wyświęcony na hierodiakona. 3 marca 1846 przyjął święcenia kapłańskie, nadal wykonując dotychczasową pracę. 25 lipca 1856 został mianowany przełożonym pustelni św. Makarego w Swijażsku. Po pięciu latach przeniesiony do monasteru Wniebowstąpienia Pańskiego w Irkucku, otrzymując równocześnie godność archimandryty i ponownie obejmując obowiązki przełożonego.
9 lutego 1869 miała miejsce jego chirotonia na biskupa sielengińskiego, wikariusza eparchii irkuckiej. W 1877 został biskupem kamczackim, kurylskim i błagowieszczeńskim. Przełożył na języki koreański i nanajski Ewangelie, wybrane psalmy oraz teksty Świętej Liturgii.
W 1885 mianowany biskupem biskupem taurydzkim i symferopolskim, w 1896 otrzymał godność arcybiskupią. Rok później przeniesiony w stan spoczynku z wyznaczonym miejsce pobytu w monasterze w Chersoniu. Zmarł w 1898.